# Phaeanthus macropodus
Phaeanthus macropodus là loài thực vật có hoa thuộc họ Na. Loài này được (Miq.) Diels miêu tả khoa học đầu tiên năm 1912.